# 若いいのち
『若いいのち』（わかいいのち）は、1965年4月3日から同年9月25日まで、日本テレビ系列で放送されたよみうりテレビ制作のテレビドラマである。放送時間は毎週土曜19:00 - 19:30（JST）。全26回。
大塚製薬の一社提供。

## 概要
東京芸術座で上演された菊田一夫作の舞台『今日を限りの』を、テレビドラマ用に脚色した作品。
太平洋戦争末期の海兵学校を舞台に、海兵学校生徒たちの青春の日々をテーマに描いた。

## キャスト
参考：『福島民報』1965年4月3日 - 1965年9月25日付朝刊、テレビ欄。
- 海兵学校生徒・桂一郎：梶光夫
- 海兵学校生徒・朝倉安彦：近藤正臣
- 海兵学校生徒・島公安：頭師孝雄
- 海兵学校生徒・野島：高峰圭二
- 海兵学校生徒・荒木成年：賀川浩延
- 海兵学校生徒・森永：頭師正明
- 海兵学校生徒・田中：松山光
- 三宅教官：高桐真（第14話まで）
- 三宅雪枝（三宅教官の娘）：中真千子
- 朝倉安彦の母：筑紫まり
- 朝倉安彦の妹：土田早苗
- 黒田中尉：水木達雄（第18話まで）
- 山中紘
- 本郷秀雄
- 南道郎
- 矢野潤子

## スタッフ
- 原作：菊田一夫
- 脚本：藤本義一
- 監督：岩城英二
- 音楽：林二郎
- 撮影：森田利一郎
- 照明：方山忠夫
- 録音：長谷川圭市
- 美術：近藤司
- 制作：宝塚映画製作所、読売テレビ

## 主題歌
- 「若いいのち」（歌：梶光夫）
  - 作詞：菊田一夫、作曲・編曲：古関裕而

## 放送日程
サブタイトル参考：『福島民報』1965年4月3日 - 1965年9月25日付朝刊、テレビ欄。
| 話数 | 放送日        | サブタイトル                        |
| ---- | ------------- | ----------------------------------- |
| 1    | 1965年 4月3日 | 友の頬                              |
| 2    | 4月10日       | その手を離すな                      |
| 3    | 4月17日       | 道ひとつ                            |
| 4    | 4月24日       | さあ外出だ                          |
| 5    | 5月1日        | 恋文                                |
| 6    | 5月8日        | 雪枝の言葉                          |
| 7    | 5月15日       | 裏切り                              |
| 8    | 5月22日       | 子供じゃない                        |
| 9    | 5月29日       | 故郷の川                            |
| 10   | 6月5日        | 遠い愛                              |
| 11   | 6月12日       | 友情風鈴                            |
| 12   | 6月19日       | 一枚の写真                          |
| 13   | 6月26日       | 海兵野郎                            |
| 14   | 7月3日        | 父の愛                              |
| 15   | 7月10日       | 練習艦出航                          |
| 16   | 7月17日       | 中尉の死                            |
| 17   | 7月24日       | さきもりの歌 （第16話までの総集編） |
| 18   | 7月31日       | 南海に死す                          |
| 19   | 8月7日        | 日本刀                              |
| 20   | 8月14日       | 還らざる歌                          |
| 21   | 8月21日       | 続・還らざる歌                      |
| 22   | 8月28日       | 最後の休暇                          |
| 23   | 9月4日        | 海底の悲歌                          |
| 24   | 9月11日       | 海ゆかば                            |
| 25   | 9月18日       | 雪の桜                              |
| 26   | 9月25日       | 還らざる出撃                        |

## 放送局
放送開始当日に掲載された本作の広告では31局ネットと記している。
- よみうりテレビ（制作局）：土曜 19:00 - 19:30
- 青森放送：土曜 19:00 - 19:30[3]
- 岩手放送：土曜 19:00 - 19:30[3]
- 秋田放送：土曜 19:00 - 19:30[3]
- 山形放送：土曜 19:00 - 19:30[4]
- 東北放送：土曜 18:00 - 18:30[5]
- 福島テレビ：土曜 19:00 - 19:30[4]
- 新潟放送：土曜 18:00 - 18:30[5]
- 日本テレビ：土曜 19:00 - 19:30
- 北日本放送：土曜 19:00 - 19:30[6]
- 北陸放送：土曜 18:00 - 18:30[6]
- 福井放送：土曜 18:00 - 18:30[6]